# Ort der Augen
Ort der Augen (auch: OdA) ist eine Literaturzeitschrift, die seit 1992 viermal jährlich beim dr. ziethen verlag in Oschersleben erscheint. Sie ist die offizielle Literaturzeitschrift des Landes Sachsen-Anhalt und wird im Auftrag des Friedrich-Bödecker-Kreises herausgegeben. Die Zeitschrift veröffentlicht zeitgenössische Texte, um über literarische Entwicklungen zu informieren und diese exemplarisch zu präsentieren. Dabei sollen insbesondere Autorinnen und Autoren aus Sachsen-Anhalt vorgestellt werden. Auch Rezensionen und Essays werden abgedruckt.
In den vergangenen 30 Jahren wurden mehr als 400 Autorinnen und Autoren, darunter auch internationale mithilfe von Nachdichtungen, präsentiert. Die äußere Gestaltung der Ausgaben wird von ausgewählten Kunstschaffenden entworfen, so dass auch der Bildenden Kunst Bedeutung zugemessen wird.
Redakteur der Literaturzeitschrift war bis Heft 46 Erich-Günther Sasse, seitdem leitet André Schinkel die Redaktion, welcher von den Redaktionsbeiratsmitgliedern Torsten Olle, Simone Trieder, Sabine Raczkowski und Maria Meinel unterstützt wird.